# Jevgenij Kabajev
Jevgenij Gennaďjevič Kabajev (rusky Евгений Геннадьевич Кабаев; * 28. února 1988, Leningrad, RSFSR, SSSR) je ruský fotbalový útočník, od ledna 2017 hráč českého klubu Bohemians 1905.

## Klubová kariéra
Kabajev začínal s fotbalem v klubu Kolomjagi Petrohrad. V letech 2009–2010 hrál v Estonsku za tým JK Sillamäe Kalev, do něhož se později vrátil. Dále prošel angažmá ve Finsku, Rusku a v roce 2015 hrál v Indonésii v mužstvu Persija Jakarta.
Do Bohemians 1905 přišel v lednu 2017 z JK Sillamäe Kalev jako nejlepší hráč a zároveň s 25 góly nejlepší kanonýr estonské Meistriliigy ročníku 2016. V Bohemians podepsal smlouvu na dva roky. Vybral si číslo dresu 99.